# رودريغو أوليفاريس
رودريغو أوليفاريس (بالإسبانية: Rodrigo Olivares)‏ (مواليد 31 يوليو 1976) هو سبّاح تشيلي، مثّل بلاده في الألعاب الأولمبية الصيفية 2000.

## روابط خارجية
رودريغو أوليفاريس على موقع الاتحاد الدولي للسباحة (الإنجليزية)
- رودريغو أوليفاريس على موقع أوليمبيديا (الإنجليزية)